# الكسندر بوند
الكسندر بوند (بالدنماركية: Alexander Bond)‏ هو لاعب كرة الريشة دنماركي، ولد في 18 يونيو 1996.

## وصلات خارجية
- الكسندر بوند على موقع BWF.tournamentsoftware.com (الإنجليزية)
- الكسندر بوند على موقع BWFbadminton.com (الإنجليزية)